# 葉亞河
葉亞河是俄羅斯的河流，由羅斯托夫州和克拉斯諾達爾邊疆區負責管轄，河道全長311公里，流域面積8,650平方公里，發源自塔甘羅格灣，河水主要來自融雪。